# 羅鎮傑案
羅鎮傑案是指香港聽障少年羅鎮傑於2019年被控在銅鑼灣襲擊高級警司的事件。之後，他因聽錯裁判官的問題而入獄。在上訴至高等法院後，他被判發回重審。

## 背景
2020年12月1日，被告羅鎮傑被控於2019年9月15日，在銅鑼灣港鐵站C出口外襲擊時任高級警司區永樑。控方指出，當日港島區有遊行，區永樑在銅鑼灣進行驅散時，被告雙手大力拉扯區手中的胡椒噴霧噴器並發出叫聲。區稱感覺有人想搶胡椒噴霧，遂與被告拉扯，兩人失去平衡後倒地。區其後發現雙膝破損、後腦有痛楚，右顴骨和鎖骨紅腫。裁判官鄭紀航早前裁決時斥責被告證供「前後矛盾、誇張失實、謊話連篇」，不相信被告在接受控方盤問時聽錯問題的辯解。
裁判官在宣判刑期時表示，法庭有責任保障執法人員免受違法行為傷害。被告經過審訊後被判罪成，顯示他沒有悔意，因此必須判處阻嚇性刑罰。考慮到辯方呈上的求情信以及勞教中心、更生中心及教導所報告，裁判官決定判被告入更生中心。辯方隨即申請保釋等候上訴，但遭到裁判官駁回。

## 重審過程

### 上訴
羅鎮傑於2021年1月6日向高等法院申請保釋等候上訴獲准。同年9月20日，他不服定罪及判刑向高等法院上訴，指在審訊時他戴着助聽器，再加上法庭提供的耳筒，導致「疊聲」。此外，由於傳譯員因應疫情戴口罩，羅未能看到對方唇語，因此未能明白說話內容。高等法院原訟庭法官張慧玲認為，羅有嚴重聽障，未能得到公平的審訊，裁定上訴得直，撤銷定罪及判刑，下令發還重審。
聾人機構「龍耳」創辦人邵日贊一直關注羅鎮傑案，他指出羅鎮傑只能透過讀唇語來理解他人說話，然而原審法庭卻使用傳譯人員在他的耳邊說話，這種做法是錯誤的。
在處理上訴聆訊時，法官張慧玲指出，本案在審訊時先處理上訴人的警誡供詞自願性。根據記錄，上訴人警誡下稱「我一時衝動，對唔住，阿Sir，俾一次機會（我一時衝動，對不起，警官，能否給我一次機會）」。然而，裁判官向當時代表律師確認時稱「我一時衝動打警察，阿Sir，對唔住，俾一次機會（我一時衝動打警察，警官，對不起，能否給我一次機會）」，法官指當中多了「打警察」，而當時代表律師卻確認了這一點。
法官指出，上訴人有嚴重聽障問題，雖然聆訊以廣東話進行，但傳譯員須於其耳邊重複說話，沒有安排他看唇語。當上訴人就警誡供詞部分作供時，多次同意控方說法。法官認為一般人對此程序未必容易明白，更何況是聽障人士。裁判官相當重視上訴人作出同意的回答，法官認為上訴人當時於不明白情況下作出同意或不同意之回答。
法官續指，代表律師於上訴人不就案件作供後，向法庭表示採納就警誡供詞作出的交替程序作為證供。法官認為有關做法屬程序上的錯誤，當時控方及裁判官均未有阻止，同樣犯錯。
法官認為，上訴人有聽障問題，未必能跟得上程序，加上他作供時不全面，詞不達意，令裁判官誤會其意思。最公平的做法是安排重審，基於涉及社會事件，應透過公開聆訊裁定上訴人是否因不小心而推向警司，或是如警司所指是藉搶奪其胡椒噴霧而阻止控制人群。
上訴一方認為，上訴人已被拘留7星期，加上案件所指的拉扯時間只涉2至3秒，衡量證供後有可能發生上訴人之說法，加上審訊及裁決時間亦已耗時數天，對於有聽障的上訴人造成一定困難。律政司一方則認為，若法官裁定上訴得直，應排期重審。並強調上訴人被判更生中心，被拘禁了7星期，不等同判監。
法官認為，案件在審訊時出現問題，基於上訴人有聽障，審訊時未能被安排看唇語，又被戴上的耳筒干預致聽不清楚。以致於案中案程序作供時詞不達意，令律師及裁判官誤會證供。加上審訊時代表錯誤以交替程序證供作為供詞，基於不公平情況下，裁定上訴得直，撤銷定罪及刑期，案件排期重審。
法官並批准上訴人獲得訟費，另批准續准保釋候審。法官特別提及案件安排重審時，能否即時打出文字，讓上訴人即時觀看，令其得到公平審訊，要求控辯雙方磋商。

### 辯方申請永久終止聆訊
2022年10月26日，辯方申請永久終止聆訊，指控方延誤6個月才重新提出檢控，又稱根據案例重審案件需盡快處理，控方有濫用程序之嫌，令被告無法達至公平審訊。

### 法院處理重審爭議
案件於2023年1月4日在東區裁判法院處理法律爭議。被告羅鎮傑戴着助聽器，坐在律師桌位置應訊，旁邊有職員即時打字，讓他觀看字幕，以理解審訊內容。
辯方甫開庭即指出，他們會調整語速協助打字的職員，「將我說話準確打出來畀被告人睇（將我說的話準確打出來給被告人看）。」裁判官王證瑜稱已收到雙方呈交的書面陳詞，毋需在庭上讀出，並著控辯雙方口頭陳詞盡量簡潔。聆訊期間，裁判官多次提醒律師減慢語速，以便打字職員即時作文字紀錄。
辯方指出，被告被控犯有《警隊條例》下的襲警罪，屬於簡易程序罪行，根據《裁判官條例》第26條，檢控必須在事發後6個月內進行。
辯方進一步指出，警方在2022年10月13日向被告送達重審的控罪書，無論是從案發當日起計算（2019年9月15日）、還是從高院法官張慧玲在2021年9月下令重審起計算，或是從終院駁回辯方就重審令的上訴起計算（2022年4月8日），都已超出了6個月的檢控時限。
控方回應指出，條文列明「申訴或告發」須在「所涉事項」發生後6個月內進行，而「所涉事項」指的是案發當日，即必須在案發後6個月內進行檢控，但條文沒有提及重審案件的情況。
控方表示，法庭有責任根據條文的文字意義作出解釋，不能推斷或創造立法意圖，並重申條文沒有提及重審案件的檢控時限限制。控方並指出，高院原訟庭在2021年9月頒下重審令，而終院是在2022年4月駁回被告上訴，如果重審案件有6個月的檢控時限，終院不會在超出期限後繼續頒令。
辯方回應時補充，希望法庭能夠接納這次的法律爭議「最起碼構成疑點」，而在疑點利益歸被告的情況下，法庭應當裁定其自身沒有司法管轄權。

### 申請永久終止聆訊遭拒
裁判官王證瑜於2023年1月17日在東區法院駁回辯方申請，他認為該條例不適用於重審案件。王官解釋，條例所指的「所涉事項」意指犯罪事件，因此以案件發生的時間計算，被告於2019年9月15日犯罪，他在2020年3月7日首次出庭，這符合6個月內的檢控時限。辯方透露，他們已獲得被告的指示，就此裁決申請司法覆核，並申請押後4個月，以向被告提供法律意見及索取進一步指示。然而，王官同意控方的意見，認為被告尚未正式申請司法覆核，因此押後一個較短的時間比較恰當。最後，法庭同意辯方的要求，將訊期押後至2023年2月17日，期間被告繼續保釋。王官指示，如果被告決定要申請司法覆核，必須在下次提訊前已經提交申請書，否則必須在當天進行答辯。

### 正式重審
羅鎮傑於2021年1月6日上訴得直，案件發還重審，並於2023年5月29日在東區法院進行再次審訊。羅指出，他是在警方的誤導下作出招認，而且當時並沒有任何示威裝備和武器，有可能只是被冤枉牽連。辯方律師在重審時反對呈堂被告的招認口供，指負責調查的警員曾表示會安排羅致電給他的母親，但羅是聽障人士，無法打電話，只能透過視像通話，認為警員的說法不可信。裁判官最終拒絕讓招認口供呈堂。辯方陳述時指出，當時現場有很多無意參與示威的人，也有可能被夾在警員和示威者之間。羅當時沒有任何示威裝備，也沒有攻擊性武器，認為他有可能是無辜地捲入事件，本案只是意外。
裁判官在裁決時指出，控方指控羅搶警司的胡椒噴霧，又指羅招認時說「打警察」。鄧官認為「襲擊」在不懂法律的人而言，不易認清其複雜定義，若羅當時是搶噴霧，應不會說成打警察；此外，現場錄到一名不知名警員說：「我同阿sir對埋故仔先。」鄧官指出，不論該警員是否輕率地說出這樣的話，但在當時的環境下使用這樣的用詞令人不安，最終裁定羅無罪。

## 平機會推出指引
羅鎮傑案恰恰因為聽錯、答錯問題被裁定犯有襲警罪名，對其造成了心靈創傷。平等機會委員會（平機會）於2022年11月15日發佈《聾健司法平等》指引，旨在保障聾人和聽障人士的基本權利，並為司法機構制定指導原則，以期就不同訴訟和溝通過程提出改善建議，消除因誤解和溝通不當所造成的障礙。
此案正好揭示了制度缺失的嚴重性。嚴重聽障的羅鎮傑原被控於2019年在銅鑼灣襲擊前高級警司區永樑。在審訊期間，羅鎮傑因助聽器與法庭提供的耳筒「疊聲」，又因傳譯員戴口罩而未能讀唇，不能準確理解庭上的問題與供詞。聾人和弱聽人士在司法系統內面對不同障礙，平機會因而推出指引，以促進不同持份者的溝通，保障聾人的司法權利。
聾人機構「龍耳」的創辦人邵日贊近三年來一直關注羅鎮傑案。他認為原審裁決指出「不信傑仔會聽錯」，正凸顯出一般人對聽障人士的不理解。邵日贊見證了傑仔案中翻譯方式的改變，從「耳機疊耳機」、讀唇到即時字幕，每一種方式都比前一種更清晰。他又指出，這個案件催化了指引的誕生，形容它是「一石激起千層浪」。他說，儘管這份指引仍有進步的空間，但已經獲得了社會的關注。在爭取聾人權益的路上，已經邁進了一大步。

## 探訪案件背後
當記者採訪羅媽媽時，她提到在整個審訊過程中，沒有一個人能夠理解她兒子作為聽障人士所面臨的困難。這讓記者感到不安，並開始探討香港法庭傳譯制度存在哪些問題，以及聽障人士是否能夠獲得公平待遇。在接受記者訪問時，羅媽媽和邵日贊不斷強調傳媒的重要性。他們多次表示，如果不是傳媒廣泛報道羅鎮傑案，就不會引起社會的關注，也不會促使平機會制訂《聾健司法平等》指引。

## 外部連結
- 【手語版】聽障青年襲警獲判無罪　母子走過4年爭取公平審訊　母：「堅持，就可以幫到人」」（2023年7月23日） | 法庭線 （页面存档备份，存于）
- 聽障男生被控襲警重審、獲判無罪　被告母親感討回公道：好開心（2023年5月29日） | 法庭線 （页面存档备份，存于）
- 【時事短評】審訊原來可以全部人出錯？（2021年9月21日） | 志雲頻道 （页面存档备份，存于）